# Trentepohlia subquadrata
Trentepohlia subquadrata là một loài ruồi trong họ Limoniidae. Chúng phân bố ở miền Australasia.